# Tony Kakko
Tony Kristian Kakko (Kemi, 1975. május 16. –) a Sonata Arctica nevű finn metalegyüttes énekese, elsőszámú dalszerzője, és központi alakja.
A lappföldi, Tornio-hoz közeli kisvárosban, Kemiben született és itt is alapította meg 1996-ban az együttest, miután két évig tanult zongorázni és énekelt különböző helyi fesztiválokon.
A Sonata Arcticában ő töltötte be az énekes és egyben a billentyűs szerepét, ám az első album kiadása után úgy döntött, inkább az éneklésre koncentrál, és a billentyűs Mikko Härkin lett.
Többek között a Queen, a Stratovarius, a Children of Bodom és a Nightwish volt rá hatással zeneileg. Tony állítása szerint még egy dolog hatással van rá: a téli szezon.
Az énekhangja tiszta és alapvetően magas, tenor, és sokszor átvált falzettre.
Tony vendégénekesként szerepelt a Nightwish „Astral Romance” című számának 2001-es verziójában, ami megtalálható az Over the Hills and Far Away EP-n, továbbá énekelt háttérvokált az „Over the Hills and Far Away” című dalban, és duettezett is Tarja Turunennel a „Beauty and the Beast”-ben.
A Nightwish From Wishes to Eternity DVD-jén koncertfelvétel is van utóbbi dalról.

Tony volt még vendégénekes a Heavenly „Wasted Time” című számában, valamint háttérvokálos az Eternal Tears of Sorrow nevű finn banda Before the Bleeding Sun című, ötödik stúdióalbumán, ezen kívül szerepet kapott a Van Canto a cappella-metal együttes „Hearted” című számában is, amely a 2010-es Tribe of force albumon található.